# Путу Виджая
Путу Виджая (индон. Putu Wijaya, полн. имя И Густи Нгурах Путу Виджая (индон. I Gusti Ngurah Putu Wijaya), р. 11 апреля 1944 г., Пури-Аном, Табахан, Бали) — индонезийский прозаик, драматург, режиссер, журналист.

## Биография и творчество
В 1962 г. окончил среднюю школу в Сингарадже (здесь он с успехом сыграл в пьесе Чехова «Медведь»), в 1969 году — юридический факультет Университета Гаджа Мада (Джокьякарта). В 1974—1975 гг. занимался по международной писательской программе в Айовском университете (США). В 1967 г. играл в труппе Рендры «Театральная мастерская», в 1970 — в труппе «Театр Кечил», в 1971 г. основал собственный Независимый театр («Театер Мандири») в Джакарте, с которым в 1991 г. гастролировал в США.
Преподавал в Академии искусства Республики Индонезии в Джокьякарте и Институте искусств Джакарты (1977—1980) а также в Висконсинском университете в Мадисоне и Иллинойсском университете (США) по программе Фулбрайта (1985—1988). В 1991—1992 гг. по стипендии Японского фонда был гостем-писателем Киотского университета. Работал обозревателем популярных журналов «Экспресс» и «Темпо». Выступил режиссёром фильмов «Час-чис-чус» (1989), «Зигзаг» (1991) и «Плонг» (1991). На созданной им киностудии «Мандири Продакшн Хауз» поставил ряд телефизионных фильмов .
Опубликовал несколько сборников рассказов, в том числе «Бомба» (1978), «Лёд» (1980) и «Чик!» (1982). Первый роман «Когда Сгущается Тьма» увидел свет в 1971 г. В дальнейшем в творчестве доминируют элементы абсурдизма (романы «Телеграмма», 1972; «Фабрика», 1976; «Внезапно — ночь», 1977; «Террор», 1991, «Час-чис-чус», 1996).
Проза переводилась на иностранные языки, в том числе на английский, арабский, голландский, немецкий, русский, тайский, французский, японский. Всего написал 30 повестей, 40 пьес, более тысячи рассказов (13 сборников), 9 киносценариев, более 20 сценариев для телефильмов. 27 ноября — 4 декабря 2018 г. в Тасикмалайе состоялся театральный фестиваль Путу Виджая (Festival Putu Wijaya), на котором были представлены постановки по его произведениям.

## Переводы на русский язык
- Путу Виджайя. Когда сгущается тьма. Повесть; Телеграмма. Роман. Перевод А. Оглоблина. Ред. Е. Руденко. М.: Прогресс, 1981
- Путу Виджайя. Телеграмма. Роман. Перевод А. Оглоблина. — Современная индонезийская проза. 70-е годы. Сост. В. И. Брагинский. Ред. Е. Руденко. М.: Радуга, 1988, с. 310—402.
- Путу Виджайя. Пламя (Фабрика). Повесть. Пер. В. Цыганова. — Начало пути. Восточный альманах Выпуск девятый. М.: ХЛ, 1981. С. 345—428.

## Награды
- Приз на конкурсе романов Совета искусств Джакарты (1971, 1975, 1977)
- Литературная премия Юго-Восточной Азии (1980)
- 3 приза «Читра» индонезийских кинофестивалей за сценарии фильмов «Деревенская девственница» (1980), «Бумажные цветы» (1985), «Рамадан и Рамона» (1992)[6].
- Премия в области искусства министерства образования и культуры (1991)
- Награда губернатора Бали (1993)
- Приз на лучший комедийный телевизионный сериал («Лжедукун», 1995)
- Медаль за достижения в области культуры (Satyalancana Kebudayaan) (2004)
- Премия Ахмада Бакри (2007)
- Премия Джакартской академии (2009)[7].
- Премия президента (2018)[8].

## Семья
- Отец I Gusti Ngurah Raka
- Мать Mekel Ermawati
- Супруга Dewi Pramowati (с 1985)
- Дети Yuka Mandiri, I Gusti Ngurah Taksu Wijaya

## Основные произведения

### Сборники рассказов
- Gre. Jakarta: Balai Pustaka, 1982
- Blok. Jakarta: Pustaka Firdaus, 1994
- Darah. Jakarta: Balai Pustaka, 1995
- Zig Zag. Jakarta: Pustaka Firdaus, 1996
- Tidak. Jakarta: Pabelan Jayakarta, 1999

### Пьесы
- Dar-Der-Dor. Jakarta: Grasindo, 1996

### Повести
- Bila Malam Bertambah Malam. Jakarta: Pustaka Jaya, 1971
- Telegram. Jakarta: Pustaka Jaya, 1973
- MS. Jakarta, 1975
- Ratu. Jakarta, 1977
- Sah. Jakarta, 1977
- Stasiun. Jakarta, Pustaka Jaya, 1977
- Tak Cukup Sedih. Jakarta, 1977
- Keok. Jakarta: Pustaka Jaya, 1978
- Sobat. Jakarta: Sinar Harapan, 1981
- Lho. Jakarta: Balai Pustaka, 1982
- Nyali, Jakarta: Balai Pustaka, 1983
- Dor. Jakarta: Balai Pustaka, 1986
- Pol. Jakarta: Gramedia, 1987
- Teror. Jakarta: Pustaka Jaya, 1991
- Kroco. Jakarta: Pustaka Firdaus, 1995
- Byar Pet. Jakarta: Pustaka Firdaus, 1995
- Aus. Jakarta: Grasindo, 1996
- Tetralogi Dangdut: Nora (1st book), Mala (2nd book) 2008

### Стихи
- Dadaku adalah Perisaiku. Denpasar: Lesiba, 1974

## Фильмография[9]

### Как актёр
- Malin Kundang (Anak Durhaka) (1971)
- Virgin in Bali, A (Perawan Asing di Bali) (1973)
- Nyoman Cinta Merah Putih (1989)
- Serdadu Kumbang (2011)

### Как сценарист
- Dr Siti Pertiwi Kembali ke Desa (1979)
- Bayang-bayang Kelabu (1979)
- Sepasang Merpati (1979)
- Perawan Desa (1978)
- Dr. Karmila (1981)
- Bunga Bangsa (1982)
- Tapak-tapak Kaki Wolter Monginsidi (1982)
- Kembang Kertas (1984)
- Joe Turun ke Desa (1989)
- Bercinta dalam Mimpi (1989)
- Cas Cis Cus (Sonata di Tengah Kota) (1989)
- Perasaan Perempuan (1990)
- Boss Carmad (1990)
- Plong (Naik Daun) (1991)
- Zig Zag (Anak Jalanan) (1991)
- Ramadhan dan Ramona (1992)
- Blanco, the Colour of Love (1997)
- Sebuah Pertanyaan Untuk Cinta (2000)
- Telegram (2001)
- Bali Forever (2007)

### Как режиссёр
- Cas Cis Cus (Sonata di Tengah Kota) (1989)
- Zig Zag (Anak Jalanan) (1991)
- Plong (Naik Daun) (1991)